# Metrodora
Metrodora, także Kleopatra Metrodora – starogrecka lekarka, ginekolożka, położna, chirurżka i badaczka chorób kobiecych.
Jako pierwsza wykorzystała wziernik do badań ginekologicznych, stosowała sączki dopochwowe i doodbytnicze, tampon jako metodę antykoncepcji i leczenia infekcji pochwy, wykonywała embriotomie. Stworzyła również klasyfikację upławów, przedstawiła propozycję etiologii pasożytniczych zakażeń odbytu, opisała także szereg metod ustalania płci płodu, sposoby leczenia menorrhagii i metrorrhagii oraz hemoroidów, metody badania dziewictwa, a także diagnozowania i leczenia kobiecej bezpłodności. Opisywała również kosmetyki, metody wspomagające płodność i antykoncepcyjne, środki wspomagające lub ograniczające laktację. Opracowała również wytyczne w celu ustalenia, czy kobieta została wykorzystana lub napadnięta seksualnie.
Była jedną z nielicznych lekarek, które w swojej praktyce wychodziły poza zakres ginekologii i położnictwa. Jako jedna z pierwszych zdecydowania opowiadała się za chirurgicznym usuwaniem zmian nowotworowych piersi i macicy, opisywała pionierskie zabiegi rekonstrukcji twarzy, piersi czy błony dziewiczej, opisywała zabiegi usuwania włosów i leczenia hemoroidów i zajmowała się antidotami oraz afrodyzjakami.
Autorka licznych traktatów poświęconych ginekologii, w tym Na temat chorób i leczenia kobiet oraz O macicy, brzuchu i nerkach i autorka najstarszej znanej medycznej książki napisanej przez kobietę. Jej Na temat chorób i leczenia kobiet zachowało się w dwóch tomach, liczących 63 rozdziały, w pracy tej widać wpływ myśli Hipokratesa, choć Metrodora miała własne obserwacje na temat objawów czy etiologii chorób. Metrodora często powoływała się bezpośrednio na prace Hipokratesa, a nie inne, późniejsze opracowania. Ponadto opracowała pierwszą znaną alfabetyczną encyklopedię medyczną.
Informacje na temat jej życia są skąpe i fragmentaryczne, nie ma też pewności co do czasu, w którym żyła. Okres jej życia datuje się zależnie od źródeł między I i VII w. n.e., a najczęściej między 200 i 400 r. n.e. i wskazuje się ją jako współczesną Soranusowi z Efezu. Utrudnieniem jest fakt, iż o nie wspominają o niej bizantyńscy lekarze-pisarze, począwszy od Orybazjusza, Aecjusza z Amidy i Pawła z Eginy po Aleksandra z Tralles, niemniej jej prace cytowane były przez starożytnych lekarzy – choć skąpo, a pierwsze łacińskie tłumaczenia jej prac pojawiły się między III i VI w. n.e. Pisma Metrodory były używane także w średniowieczu. W swoich pracach Metrodora przywoła m.in. Berenikę zwaną Kleopatrą, i na skutek pomyłki jej prace zaczęto w średniowieczu kopiować pod imieniem Kleopatry, a później zaczęto też utożsamiać ową Kleopatrę z Kleopatrą VII. W 1566 r. opracowany na nowo zbiór jej tekstów opublikował Caspar Wolf, również pod imieniem Kleopatra, a w 1597 r. ponownie pod tym samym imieniem wydał je Israel Spach. Współcześnie jej prace znane są z XII-wiecznego kodeksu przechowywanego w Bibliotece Laurenziana. Na podstawie analizy tego kodeksu wskazuje się również, że imię Metrodora mogło być jedynie pseudonimem kompilatora wcześniejszych tekstów.